# Toulo de Graffenried
Barun Emmanuel 'Toulo' de Graffenried (Pariz, Francuska, 18. svibnja 1914. – Lonay, Vaud, Švicarska, 22. siječnja 2007.) je bio švicarski vozač automobilističkih utrka.
De Graffenried se počeo utrkivati 1936., a u Formuli 1 je nastupao od 1950. do 1956. Najbolji rezultat mu je četvrto mjesto na VN Belgije 1953. Ostvario je i šest pobjeda u utrkama Formule 1 koje se nisu bodovale za prvenstvo. Bio je posljednji živući vozač koji je sudjelovao na prvoj prvenstvenoj utrci Formule 1, VN Velike Britanije 1950.

## Rezultati

### Formula 1
| Sezona | Konstruktor         | Plasman | Bodovi |
| ------ | ------------------- | ------- | ------ |
| 1950.  | Maserati            | –       | 0      |
| 1951.  | Alfa Romeo Maserati | 16.     | 2      |
| 1952.  | Maserati            | –       | 0      |
| 1953.  | Maserati            | 8.      | 7      |
| 1954.  | Maserati            | –       | 0      |
| 1956.  | Maserati            | –       | 0      |

## Vanjske poveznice
- Toulo de Graffenried - Stats F1